# Ньюпорт (Уельс)
Нью́порт (англ. Newport, валл. Casnewydd) — місто на південному сході Уельсу, адміністративний центр області Ньюпорт. У другій половині XX століття — значний центр чорної металургії Уельсу. Поруч з містом — Лланвернський металургійний завод.

## Населення
Населення міста становить 116 143 особи (2001).

## Спорт

### Футбол
Найвідомішим футбольним клубом міста є «Ньюпорт Каунті», заснований у 1912 році. Клуб, зокрема, вигравав Кубок Уельсу у 1980 році, завдяки чому взяв участь у розіграші Кубка володарів кубків 1981 року, дійшовши у турнірі до чвертьфіналу.

### Крос
У Ньюпорті 6 разів проводився міжнародний чемпіонат з кросу, більш відомий під назвою Крос Націй (у 1906, 1911, 1921, 1927, 1933 та 1955 роках).

## Міста-побратими
- Гайденгайм-на-Бренці, Німеччина (1980)[2]
- Кутаїсі, Грузія (1989)[2]

### Колишні відносини
- Ґуансі-Чжуанський автономний район, КНР (1996—2019)

## Культура

### Музика
В Ньюпорті засновано рокабіллі-гурт Crazy Cavan and the Rhythm Rockers.

## Галерея

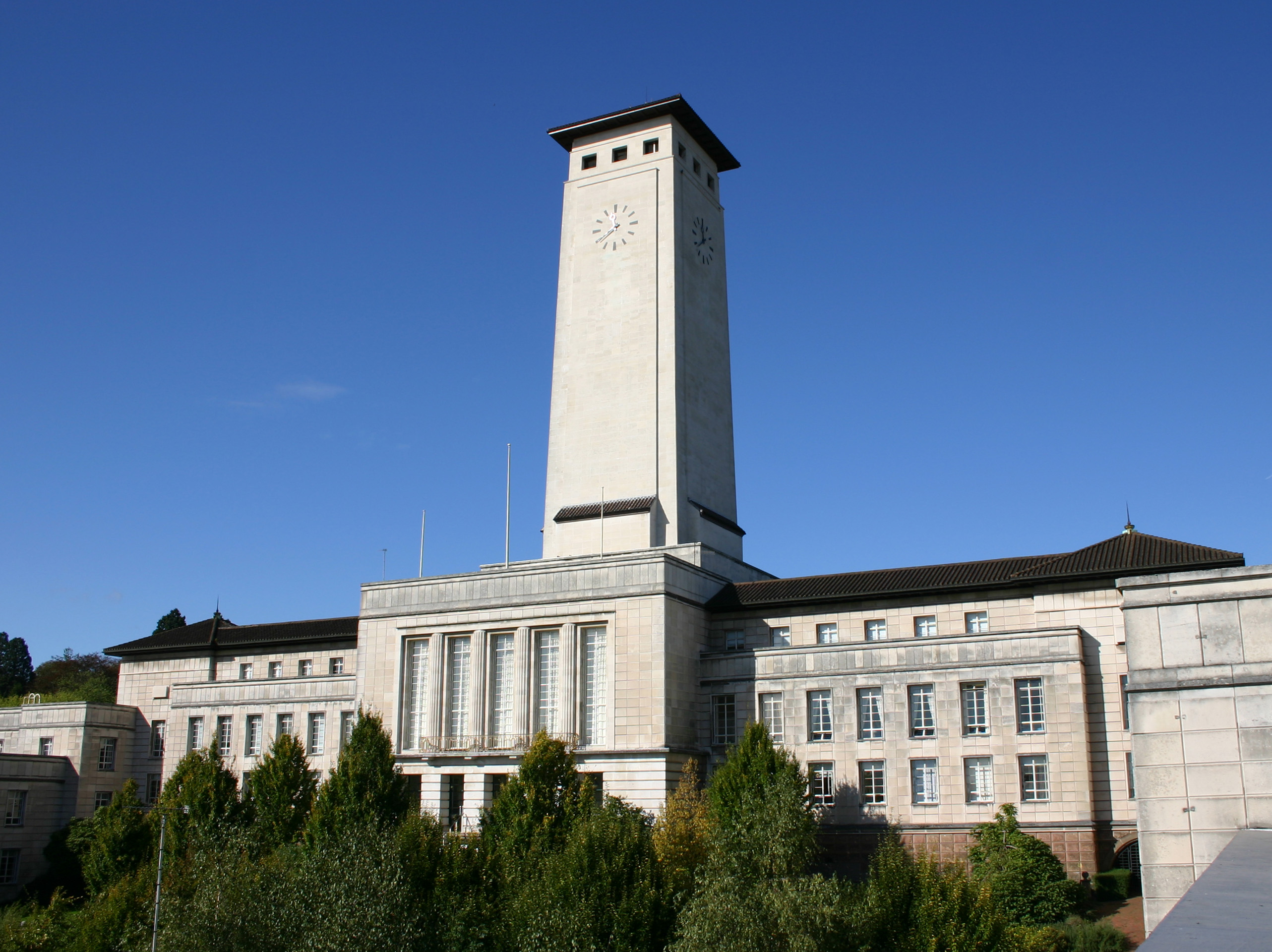
Громадський центр
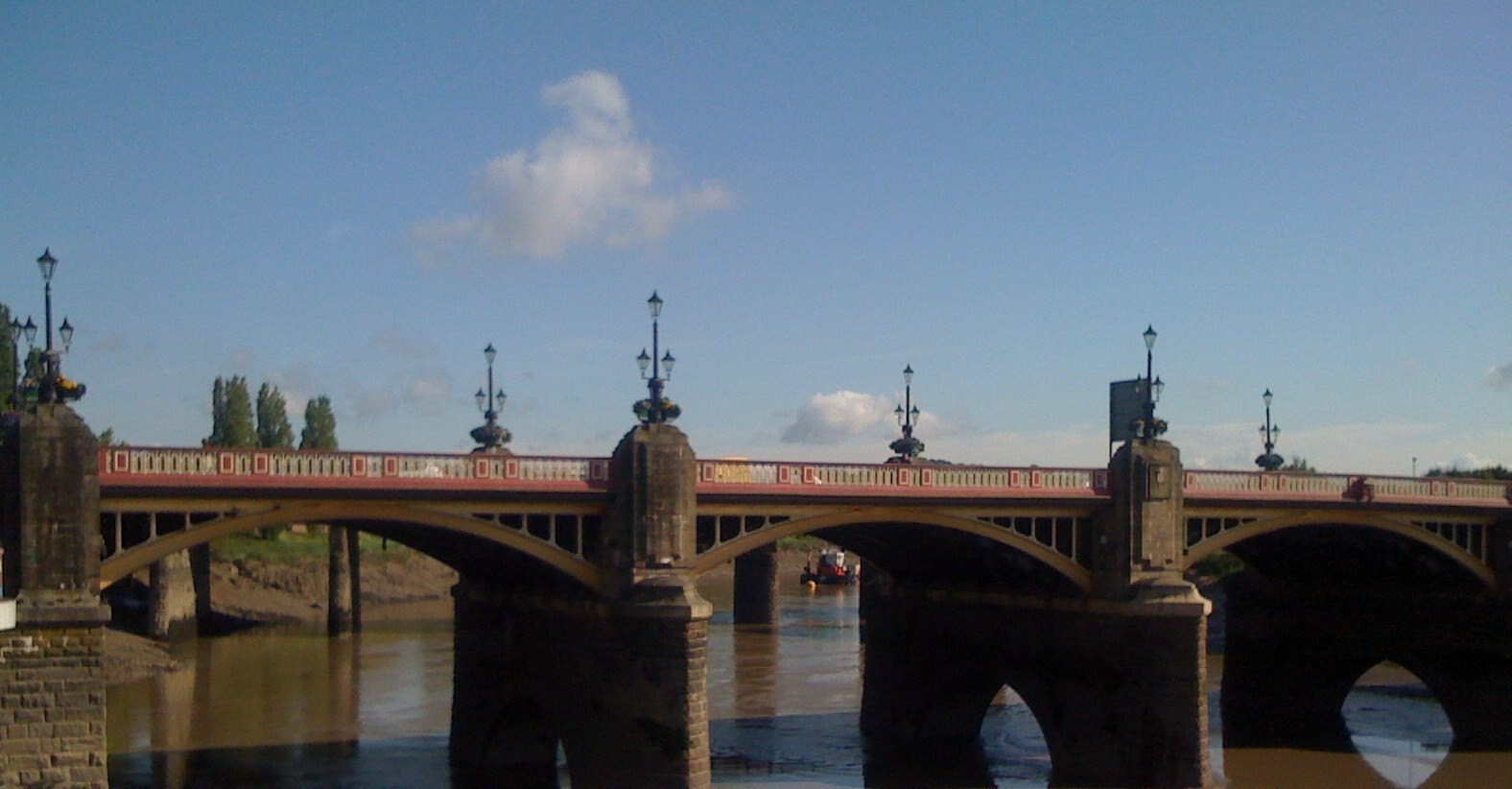
Міст
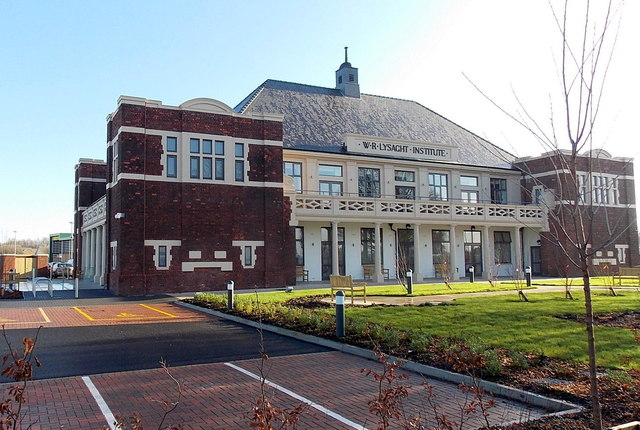
Інститут